# صموئيل بالدوين ماركس يونغ
صامويل بالدوين ماركس يونغ (بالإنجليزية: Samuel Baldwin Marks Young)‏ (9 يناير 1840 - 1 سبتمبر 1924) كان جنرالا جيش الولايات المتحدة كما شغل منصب أول رئيس الحربية التابعة لجيش الكلية بين 1902 و1903 ثم عمل من 1903 حتى 1904 في منصب الرئيس الأول لأركان جيش الولايات المتحدة.

## روابط خارجية
- موقع معركة أنتيتام